# Ala Talabani
Nuri Talabani ou Ala al-Assadi (Quircuque, 1964) é uma líder curda e chefe do bloco da União Patriótica do Curdistão no parlamento iraquiano.Ela integra por três oportunidades o Conselho de Representantes do Iraque.

## Primeiros anos
Ala Nuri Talabani nasceu na cidade iraquiana de Quircuque. Ela frequentou a Universidade de Sulaymaniyah onde também obteve seu mestrado em literatura inglesa. Ela é uma das sobrinhas do ex-presidente do Iraque, Jalal Talabani.

## Carreira
Em 1986, Talabani tornou-se membro da União Patriótica do Curdistão (PUK). Ela foi mantida sob custódia por dois dias e perdeu seus empregos como professora e engenheira por ser uma curda étnica e se recusar a ingressar no Partido Baath. Ela trocou o Iraque pelo Reino Unido em 1991, seguindo as políticas anti-curdas de Saddam Hussein. Lá ela foi membro de uma delegação que se encontrou com o primeiro-ministro britânico Tony Blair. Ela também se formou em Ciência Política na Universidade de Uppsala.
Após a queda de Saddam Hussein, ela voltou ao Iraque. Junto com Zainab Al-Suwaij, Talabani estabeleceu um grupo chamado União das Mulheres Curdas (mais tarde conhecido como Mulheres por um Iraque Livre) e também foi co-fundadora do Alto Conselho para Mulheres Iraquianas.
Talabani se opôs à Resolução 137 do Conselho de Governo Provisório do Iraque, que se aprovada teria corroído os direitos das mulheres no Iraque.
Talabani foi um dos membros da Aliança Patriótica Democrática do Curdistão (KA) eleitos para integrar a Assembleia Nacional de Transição do Iraque em janeiro de 2005. No mesmo ano, ela passou a fazer parte do Conselho de Representantes do Iraque, tendo mantido sua filiação após as eleições parlamentares iraquianas de 2010. Em 2014, ela se tornou a única mulher da província de Quircuque a vencer as eleições parlamentares iraquianas de 2014 por voto popular. Ela é a líder do PUK no Conselho de Representantes.